# Салмоней
Салмоней (на старогръцки: Σαλμωνεύς; на латински: Salmoneus) в древногръцката митология е цар на Елида.
Той е един от осемте сина на Еол, цар на Тесалия и прародител на Еолийците, и на Енарета, дъщеря на Деймах. Внук е на Елин. Брат е на Сизиф, Атамант, Кретей.
Салмоней идва от Тесалия и основава град Салмония в Елида на западния бряг на Пелопонес.
Салмоней се жени за Алкидика, дъщеря на Алей. С нея той има красивата дъщеря Тиро. След смъртта на Алкидика той се жени за Сидеро, която тероризира Тиро.
Салмоней изисква от жителите на града да го наричат Зевс и да му принасят жертви. Той кара по улиците на града колесница, теглена от четири коня, и след нея кола с бронзов казан със сухи животински кожи, за да имитира гръмотевици. Той хвърлял горящи факли във въздуха, за да мислят хората, че това са светкавици.
Действащо лице е на сатиричната драма на Софокъл „Салмоней“ (фр.537 – 540 Радт).